# Idaea impuncta
Idaea impuncta là một loài bướm đêm trong họ Geometridae.